# Winchester (Kansas)
Pour les articles homonymes, voir Winchester.
Winchester est une municipalité américaine située dans le comté de Jefferson au Kansas.
Lors du recensement de 2010, sa population est de 551 habitants. La municipalité s'étend alors sur une superficie de 0,36 mille carré (0,93 km2).
En 1854, William Gardner s'implante sur le futur site de Winchester, situé sur une ancienne route militaire,. La ville est fondée en 1857 et nommée d'après la ville de Winchester en Virginie,. Son bureau de poste ouvre en mars 1858.